# Kreis Pannonhalma
Der Kreis Pannonhalma (ungarisch Pannonhalmi  járás) ist ein Binnenkreis im Südosten des Komitats Komitats Győr-Moson-Sopron. Er grenzt im Nordwesten an den Kreis Tét und im Norden an den Kreis Győr. Im Westen und Südwesten bildet das Komitat Veszprém die Grenze, im Osten an das Komitat Komárom-Esztergom.

## Geschichte
Der Kreis entstand während der Verwaltungsreform Anfang 2013 aus dem Vorläufer, dem Kleingebiet Pannonhalma (ungarisch Pannonhalmai kistérség). Von den 18 Gemeinden wurde lediglich die Gemeinde Győrság an den Kreis Győr abgegeben.

## Gemeindeübersicht
Der Kreis Pannonhalma hat eine durchschnittliche Gemeindegröße von 926 Einwohnern auf einer Fläche von 18,37 Quadratkilometern. Die Bevölkerungsdichte des zweitkleinste Kreises beträgt etwa die Hälfte des Komitatswertes. Der Kreissitz befindet sich in der einzigen Stadt Pannonhalma, im Norden des Kreises gelegen.
| Gemeinde          | Status   | Herkunft Kleingebiet | Einwohnerzahl | Einwohnerzahl | Einwohnerzahl | Fläche (km²) | Bevölkerungs- dichte (Ew./km²) |
| Gemeinde          | Status   | Herkunft Kleingebiet | 01.10.2011    | 01.01.2013    | 01.01.2016    | 01.01.2016   | Bevölkerungs- dichte (Ew./km²) |
| ----------------- | -------- | -------------------- | ------------- | ------------- | ------------- | ------------ | ------------------------------ |
| Bakonygyirót      | Gemeinde | Pannonhalma          | 148           | 143           | 133           | 6,85         | 19,4                           |
| Bakonypéterd      | Gemeinde | Pannonhalma          | 262           | 271           | 271           | 10,02        | 27,0                           |
| Bakonyszentlászló | Gemeinde | Pannonhalma          | 1.825         | 1.787         | 1.758         | 38,51        | 45,7                           |
| Écs               | Gemeinde | Pannonhalma          | 1.829         | 1.841         | 1.960         | 19,85        | 98,7                           |
| Fenyőfő           | Gemeinde | Pannonhalma          | 106           | 119           | 107           | 29,65        | 3,6                            |
| Győrasszonyfa     | Gemeinde | Pannonhalma          | 496           | 521           | 510           | 6,48         | 78,7                           |
| Lázi              | Gemeinde | Pannonhalma          | 575           | 584           | 575           | 16,78        | 34,3                           |
| Nyalka            | Gemeinde | Pannonhalma          | 445           | 447           | 438           | 12,86        | 34,1                           |
| Pannonhalma       | Stadt    | Pannonhalma          | 3.691         | 3.890         | 4.001         | 29,57        | 135,3                          |
| Pázmándfalu       | Gemeinde | Pannonhalma          | 966           | 954           | 1.036         | 19,39        | 53,4                           |
| Ravazd            | Gemeinde | Pannonhalma          | 1.189         | 1.211         | 1.203         | 28,55        | 42,1                           |
| Románd            | Gemeinde | Pannonhalma          | 305           | 314           | 302           | 9,85         | 68,6                           |
| Sikátor           | Gemeinde | Pannonhalma          | 311           | 291           | 297           | 13,73        | 21,6                           |
| Táp               | Gemeinde | Pannonhalma          | 720           | 744           | 721           | 19,88        | 36,3                           |
| Tápszentmiklós    | Gemeinde | Pannonhalma          | 942           | 974           | 962           | 20,75        | 46,4                           |
| Tarjánpuszta      | Gemeinde | Pannonhalma          | 392           | 401           | 401           | 8,44         | 47,5                           |
| Veszprémvarsány   | Gemeinde | Pannonhalma          | 1.025         | 1.030         | 1.062         | 21,18        | 50,1                           |
| Kreis Pannonhalma |          |                      | 15.227        | 15.522        | 15.737        | 312,34       | 50,4                           |